# Schwarzau im Gebirge
Schwarzau im Gebirge ist eine Marktgemeinde mit 620 Einwohnern (Stand 1. Jänner 2025) im Bezirk Neunkirchen in Niederösterreich.

## Geographie

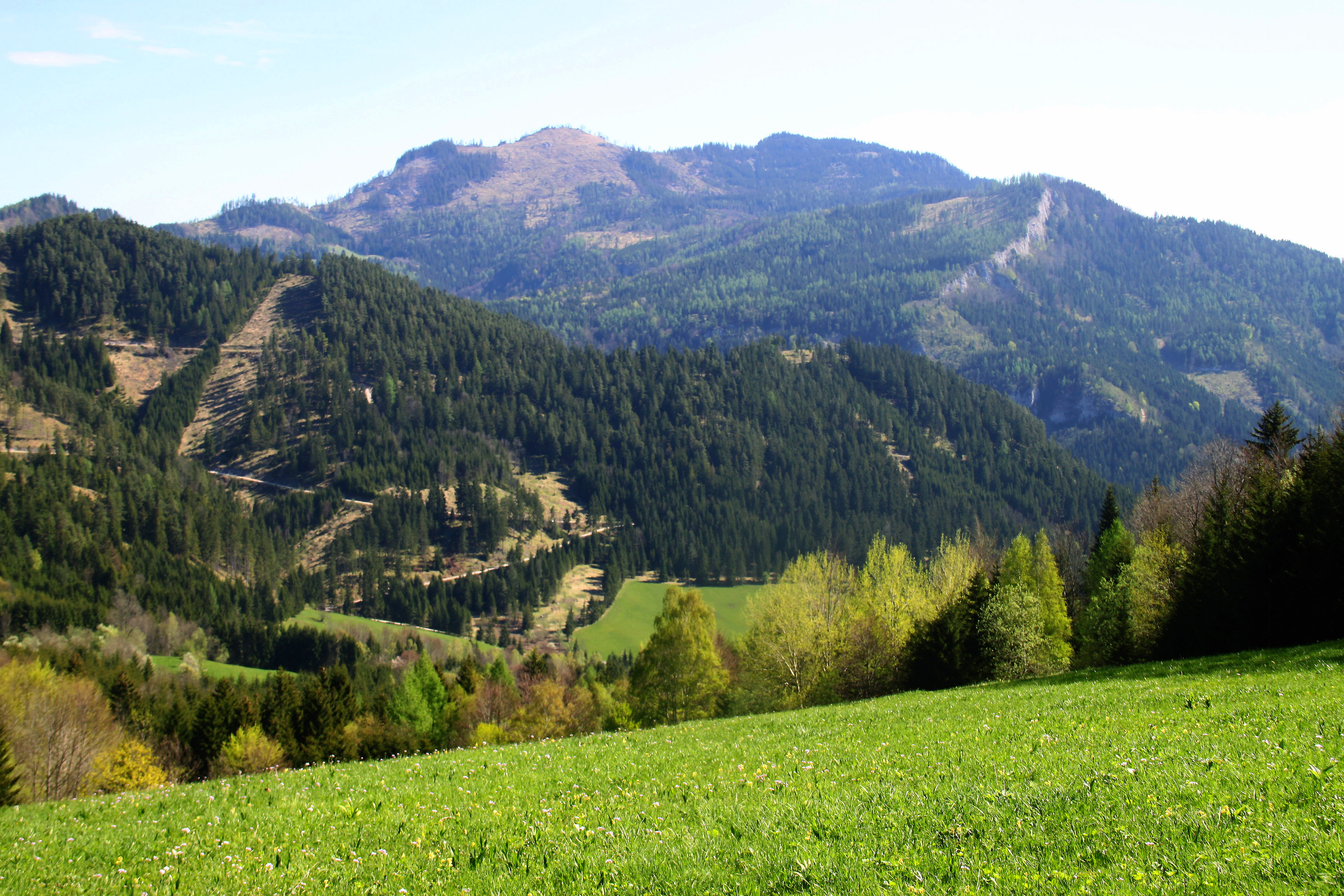
Montanes Kerngebiet der Gemeinde: Blick vom Obersberger in Hirschbach auf den Handlesberg (unten im Tal wäre der Markt Schwarzau)

Schwarzau liegt etwa 50 Kilometer südlich von St. Pölten und 30 Kilometer nordwestlich von Neunkirchen, zwischen Rax und Schneeberg am Oberlauf der Schwarza. Schwarzau ist mit 190 Quadratkilometern eine der flächenmäßig größten Gemeinden Niederösterreichs. Die Bevölkerungsdichte von etwa drei Einwohnern pro Quadratkilometer ist die geringste in Niederösterreich und eine der kleinsten in ganz Österreich.
Das Gemeindegebiet gehört im Nordwesten zu den Mürzsteger Alpen, im Nordosten zu den Gutensteiner Alpen und im Süden zur Rax-Schneeberg-Gruppe.

### Gemeindegliederung
Einzige Katastralgemeinde und auch Zählsprengel ist Schwarzau im Gebirge.

Das Gemeindegebiet umfasst folgende sieben Ortschaften (in Klammern Einwohnerzahl Stand 1. Jänner 2025):
- Gegend (49, auch Gem. Rohr i. G.)
- Graben (176)
- Preintal (145)
- Schwarzau im Gebirge (194, Hauptort)
- Steinbruch (1)
- Trauch (0)
- Vois (55)

Dabei liegen Graben, Markt und Gegend schwarzaaufwärts als Abschnitte im Haupttal. Graben heißen die Häuser des Nassbachtals ab dem Höllental, links hinein, inklusive einigen von dessen Nebentälern an die steirische Grenze. Das Preintal (Tal des Preinbachs) ist ein weiteres Nebental des Nassbachs, Richtung Gscheidlhöhe ins Steirische, die Ortschaft umfasst aber auch das Tal Hirschbach am gleichnamigen Bach rechts direkt südlich vom Markt. Vois ist das Tal des Voisbachs links zwischen Höllental und Markt Richtung Klostertaler Gscheid. Steinbruch liegt am oberen Schottererbach rechts beim Markt. Gegend geht bis zum Gschaiderwirt an der Gemeindegrenze (und dann darüber hinaus den Zellenbach aufwärts). Trauch am Trauchbach zuletzt ist ein abgelegenes linkes Nebental der allerobersten Schwarza, beim Zusammenfluss der Dürren und der Grünen Schwarza.
Die gemeindeinterne Gliederung nennt Markt für den Hauptort, und Naßwald anstelle Graben als Ortsteil – ersteres geht bis direkt südlich beim Markt noch im Schwarzatal, zweiteres umfasst nur das Nassbachtal.
Schwarzau gehört zur raumplanerischen niederösterreichischen  Kleinregion Weltkulturerbe-Region Semmering–Rax In den letzten Jahren war das auch eine Leader-Region im europäischen Regionalförderungsprogramm, in der Periode 2014 bis 2020 ging man wegen der gestiegenen Anforderungen an die Einwohnerzahl mit der Region Schneebergland zur Leader-Region NÖ Süd zusammen.
Die Gemeinde gehört zum Gerichtsbezirk Neunkirchen.

### Nachbargemeinden
| St. Aegyd am Neuwalde (Bez. Lilienfeld) | Rohr im Gebirge (Bez. Wr. Neustadt-Land)             | Gutenstein (Bez. Wr. Neustadt-Land) |
|                                         | Kompassrose, die auf Nachbargemeinden zeigt          | Puchberg am Schneeberg              |
|                                         | Neuberg an der Mürz (Bez. Bruck-Mürzzuschlag, Stmk.) | Reichenau an der Rax                |

## Geschichte
Frühgeschichtliche Besiedlung im Raum ist belegt.
Vor Christi Geburt war das Gebiet Teil des keltischen Königreiches Noricum und gehörte zur weiteren Umgebung der keltischen Höhensiedlung Burg auf dem Schwarzenbacher Burgberg, welche Hauptort für das gesamte nordöstliche Königreich war. Später unter den Römern lag das heutige Rohr dann in der Provinz Pannonia.
Die Gegend wurde unter den Herren von Traisen besiedelt, die sich um 1030 und 1050 hier festsetzten, vermutlich von Kleinzell her.
Im Jahr 1194 fiel das Gebiet an das Herzogtum Steyr. Um 1220 gehörte es zur landesfürstlichen Herrschaft Gutenstein, welches fortan bis zum Jahr 1848 Verwaltungszentrum für die Gegend bleiben sollte (Landgericht Gutenstein).
Ab 1595 hatte das Hoyos’sche Adelsgeschlecht das Patronat der Herrschaft Gutenstein inne. Das Hoyos'sche Adelsgeschlecht war zeitweise in der heutigen Villa Fegenberg ansässig. Dieses Anwesen und den dazugehörigen Berg (Fegenberg) wurde um 1930 an den Rüstungsindustriellen Fritz Mandl verkauft. Später wurde seine Tochter Marie-Louise Mandl Besitzerin.
Das Gemeindegebiet ist altes Rodungsland, wie zahlreiche Orts-, Hof- und Flurnamen zeigen, urkundlich ist der Ortsname (Au an der Schwarza) aber erst zwischen 1632 und 1658.
Die heutige katholische Pfarrkirche Hl. Nikolaus stammt aber schon aus dem zweiten Viertel des 13. Jahrhunderts (1250/60 urkundlich erwähnt, Bestätigung der Pfarrrechte 1569).
Zur Zeit der Türkenbelagerung 1529 zogen Freischärler in Schwarzau ein, die Bewohner hatten sich aber in die Wälder der Umgebung geflüchtet, was auch in der Herrengrotte in der Klafterwand bekundet ist. Kirche und Ansiedlungen wurden aber gebrandschatzt.
Ab 1784 siedelten sich in Naßwald protestantische Holzfäller aus Gosau an und gründeten die zweitälteste protestantische Gemeinde Österreichs.
Unter Georg Hubmer entstanden für die damalige Zeit großartige Schwemmanlagen sowie am Gscheidl, der Wasserscheide zwischen Stiller Mürz und Preinbach, ein 430 Meter langer Schwemmtunnel. Deshalb entwickelte sich diese Rotte, trotz der überwiegend katholischen Bewohner der Umgebung, zu einer protestantischen Gemeinde mit eigener Kirche.
Die heutige Höllental Straße B 27 ist eine alte Verbindungsroute vom Mostviertel über die Kalte Kuchl in das südliche Industrieviertel. Sie war aber durch das Höllental noch zu Ende des 18. Jahrhunderts nur ein Fußpfad, nicht einmal zu Pferd passierbar. Erst Hubmer baute den Steig zu einem Karrenweg aus. Die Straße wurde erst 1832 trassiert.
Im Jahr 1848 endete die grundherrliche Obrigkeit über die Bewohner von Rohr, ein erster Bürgermeister wurde frei gewählt.
Das Kerngebiet wurde 1927 mit einem gemeindeeigenen Wasserkraftwerk elektrifiziert (1963 wieder stillgelegt).
In den letzten Kriegswochen, April 1945 zogen sich Menschen in Höhlen in den Bergen zurück. Einheimische Denunzianten verrieten die Versteckten an die Nationalsozialisten. Ein Standgericht verurteilte mehrere Menschen zu Tode. Zumindest einer wurde vor dem Hängen misshandelt – ein Kriegsverbrechen. Die drei am Standgericht beteiligten Johann Braun (Kreisleiter von Neunkirchen), Josef Weninger und Johann Wallner wurden nach dem Krieg vom Volksgericht zum Tod verurteilt.
Sabine Luger, Landschaftsarchitektin und Künstlerin, hatte von ihrer Familie nur wenig vom Krieg erfahren. Als sie eine künstlerische Ausstellung zum Thema zeigte, konnte die 92-jährige Zeitzeugin Johanna Schweiger über ihre Beobachtungen berichten. Dokumente tauchten auf.
Von 1963 bis 1971 wurden größere Regulierungen der Schwarza gemacht, trotzdem wurde das Tal 1997 erneut vom Hochwasser heimgesucht.

Schwarzau im Gebirge, Naßwald und das Höllental mit dem Schneeberg, um 1873
Schwarzau (Mitte oben), das Höllental (Richtung Südost) und der Schneeberg (rechts unten)[11]
Naßwald (oben links), die Rax und das Preiner Tal (unten)

### Bevölkerungsentwicklung
| Schwarzau im Gebirge: Einwohnerzahlen von 1869 bis 2025 | Schwarzau im Gebirge: Einwohnerzahlen von 1869 bis 2025 | Schwarzau im Gebirge: Einwohnerzahlen von 1869 bis 2025 | Schwarzau im Gebirge: Einwohnerzahlen von 1869 bis 2025 | Schwarzau im Gebirge: Einwohnerzahlen von 1869 bis 2025 |
| ------------------------------------------------------- | ------------------------------------------------------- | ------------------------------------------------------- | ------------------------------------------------------- | ------------------------------------------------------- |
| Jahr                                                    |                                                         |                                                         |                                                         | Einwohner                                               |
| 1869                                                    | 1869                                                    |                                                         | 2.114                                                   | 2.114                                                   |
| 1880                                                    | 1880                                                    |                                                         | 2.008                                                   | 2.008                                                   |
| 1890                                                    | 1890                                                    |                                                         | 1.897                                                   | 1.897                                                   |
| 1900                                                    | 1900                                                    |                                                         | 1.869                                                   | 1.869                                                   |
| 1910                                                    | 1910                                                    |                                                         | 1.801                                                   | 1.801                                                   |
| 1923                                                    | 1923                                                    |                                                         | 1.598                                                   | 1.598                                                   |
| 1934                                                    | 1934                                                    |                                                         | 1.588                                                   | 1.588                                                   |
| 1939                                                    | 1939                                                    |                                                         | 1.478                                                   | 1.478                                                   |
| 1951                                                    | 1951                                                    |                                                         | 1.522                                                   | 1.522                                                   |
| 1961                                                    | 1961                                                    |                                                         | 1.317                                                   | 1.317                                                   |
| 1971                                                    | 1971                                                    |                                                         | 1.162                                                   | 1.162                                                   |
| 1981                                                    | 1981                                                    |                                                         | 966                                                     | 966                                                     |
| 1991                                                    | 1991                                                    |                                                         | 918                                                     | 918                                                     |
| 2001                                                    | 2001                                                    |                                                         | 831                                                     | 831                                                     |
| 2011                                                    | 2011                                                    |                                                         | 713                                                     | 713                                                     |
| 2021                                                    | 2021                                                    |                                                         | 628                                                     | 628                                                     |
| 2025                                                    | 2025                                                    |                                                         | 620                                                     | 620                                                     |
| Quelle(n): Statistik Austria, Gebietsstand 1.1.2021     |                                                         |                                                         |                                                         |                                                         |

### Religionen
Nach den Daten der Volkszählung 2001 waren 74,6 % der Einwohner römisch-katholisch, 11,6 % evangelisch, 5,3 % Muslime, 2,4 % gehörten orthodoxen Kirchen an und 0,1 % waren israelitisch. 4,2 % der Bevölkerung hatten kein religiöses Bekenntnis.

## Kultur und Sehenswürdigkeiten

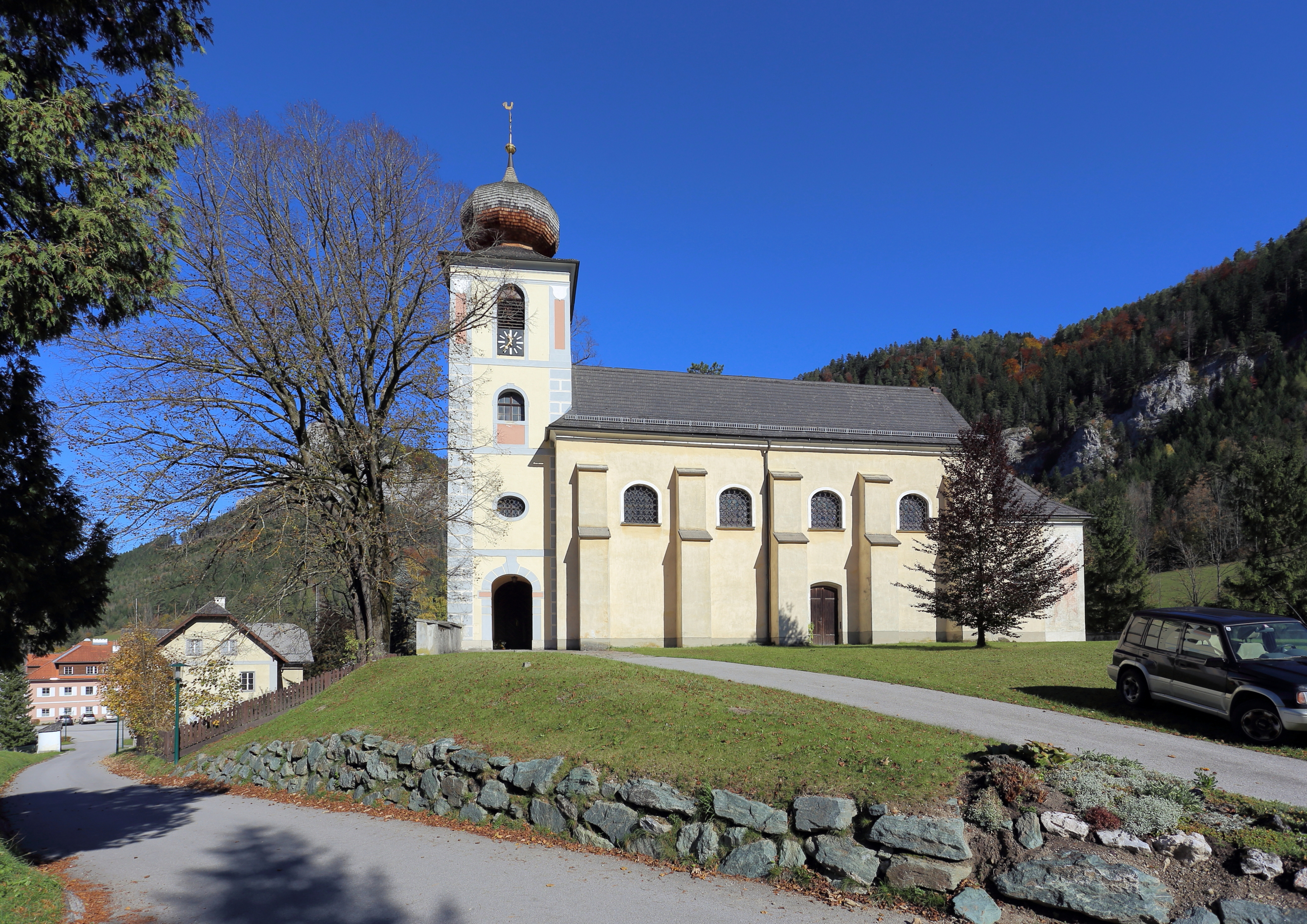
Pfarrkirche Schwarzau im Gebirge

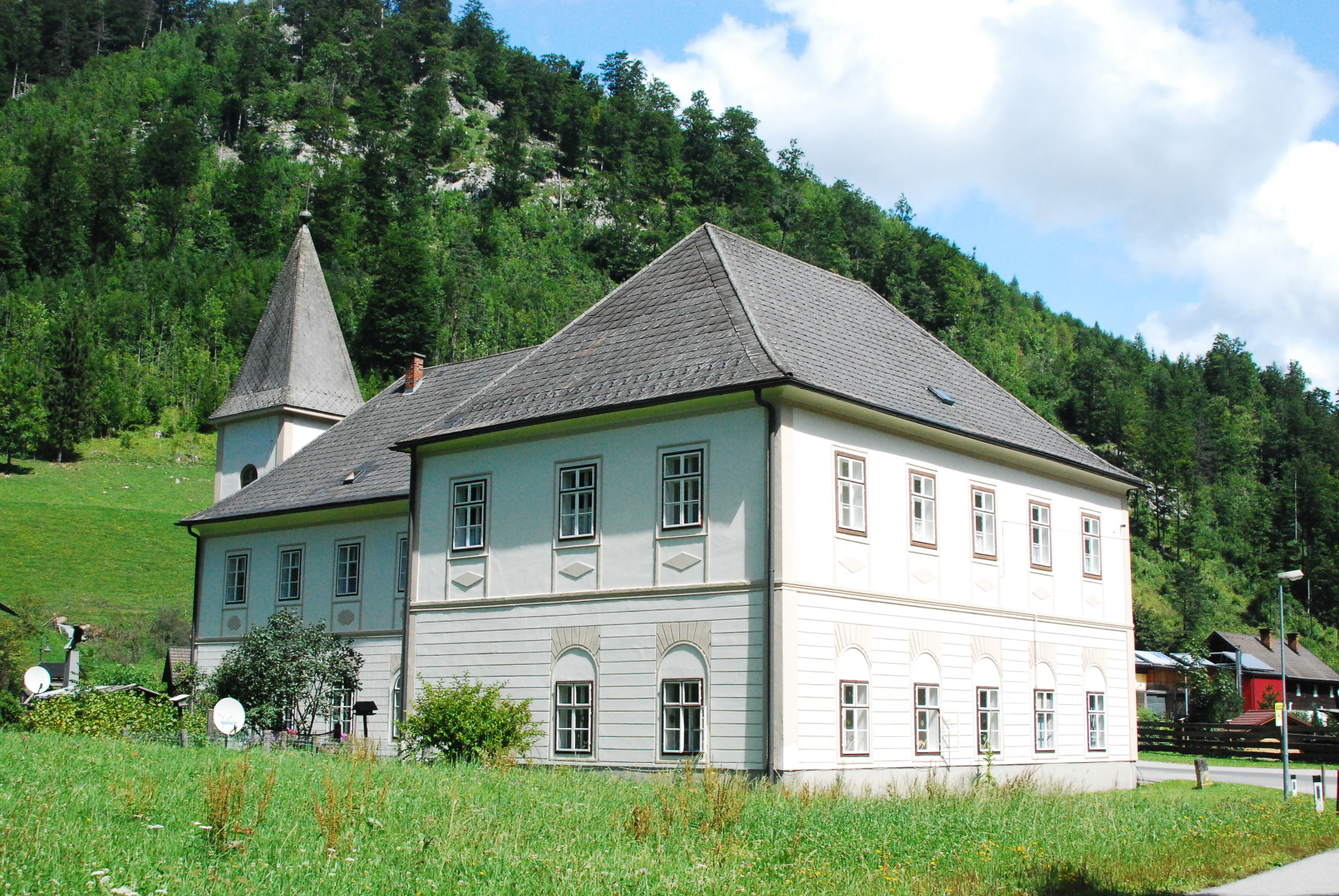
Evangelische Pfarrkirche Naßwald

- Katholische Pfarrkirche Schwarzau im Gebirge hl. Nikolaus: Die Kirche wurde auf einer Anhöhe mitten im Ort errichtet und ist überwiegend von einer Kirchhofmauer umgeben, die teilweise erneuert ist. Ursprünglich eine spätromanische Chorquadratkirche aus dem zweiten Viertel des 13. Jahrhunderts, die Anfang des 18. Jahrhunderts barockisiert wurde. Der viergeschoßige vorgestellte barocke Westturm mit verschindelter Zwiebelhaube wurde im Zuge der Barockisierung 1715/17 errichtet. 1975 wurden an der Langhausnordwand Fragmente einer Wandmalerei aus der zweiten Hälfte des 16. Jahrhunderts freigelegt. Die Einrichtung stammt vorwiegend aus dem 18. Jahrhundert. Die spätklassizistische Orgel ist ein Werk von Josef Loyp aus dem Jahr 1838.[7]
- Evangelische Pfarrkirche Naßwald: 1826 unter der Leitung Hubmers erbautes Schul- und Bethaus

Die Gemeinde zählt zum Naherholungsgebiet Wiens:
- Naturpark und Naturschutzgebiet Falkenstein beim Markt und Bichl – er bietet „das Rax–Schneeberggebiet in Kleinformat“.[12]
- Der Obersberg ist ein schöner Aussichtsberg.
- Das oberste Schwarzatal und das ganze südliche Gemeindegebiet gehört zum Europaschutzgebiet Nordöstliche Randalpen: Hohe Wand–Schneeberg–Rax (Fauna-Flora-Habitat-Gebiet mit ökologischem Schwerpunkt).
- Das Gemeindegebiet zählt gänzlich zum Landschaftsschutzgebiet Rax–Schneeberg (was insbesondere ein Schutz vor unmäßiger Verbauung ist).

## Wirtschaft und Infrastruktur

### Wirtschaftssektoren
In den Jahren 1999 bis 2010 nahm die Anzahl der landwirtschaftlichen Betriebe von 60 auf 45 ab. Von den 45 wurden 17 im Haupterwerb und 21 im Nebenerwerb geführt. Sieben gehörten juristischen Personen. Im Produktionssektor ging die Anzahl der Erwerbstätigen vor allem im Bereich Wasser und Abfallentsorgung zurück.
| Wirtschaftssektor            | Anzahl Betriebe | Anzahl Betriebe | Erwerbstätige | Erwerbstätige |
| Wirtschaftssektor            | 2011            | 2001            | 2011          | 2001          |
| ---------------------------- | --------------- | --------------- | ------------- | ------------- |
| Land- und Forstwirtschaft 1) | 45              | 60              | 168           | 72            |
| Produktion                   | 6               | 10              | 11            | 80            |
| Dienstleistung               | 47              | 27              | 85            | 81            |

1) Betriebe mit Fläche in den Jahren 2010 und 1999
| Im Jahr 2011 lebten in der Gemeinde 338 Erwerbstätige. Davon arbeiteten 190 in Schwarzau und 148 pendelten aus. Von den Nachbargemeinden kamen 74 Personen zur Arbeit nach Schwarzau. - Straße: Die Gemeinde wird von der Höllental Straße B27 durchquert. - Eisenbahn: Der nächste Bahnhof ist Payerbach-Reichenau an der Südbahn in zwanzig Kilometer Entfernung. In der Gemeinde befindet sich ein Kindergarten. | Die zur Anzeige dieser Grafik verwendete Erweiterung wurde dauerhaft deaktiviert. Wir arbeiten aktuell daran, diese und weitere betroffene Grafiken auf ein neues Format umzustellen. (Mehr dazu) |

### Gemeinderat
Der Gemeinderat hat 15 Mitglieder.
- Mit den Gemeinderatswahlen in Niederösterreich 1990 hatte der Gemeinderat folgende Verteilung: 11 SPÖ, und 4 ÖVP.
- Mit den Gemeinderatswahlen in Niederösterreich 1995 hatte der Gemeinderat folgende Verteilung: 10 SPÖ, 4 ÖVP, und 1 FPÖ.[19]
- Mit den Gemeinderatswahlen in Niederösterreich 2000 hatte der Gemeinderat folgende Verteilung: 10 SPÖ, 4 ÖVP, und 1 FPÖ.[20]
- Mit den Gemeinderatswahlen in Niederösterreich 2005 hatte der Gemeinderat folgende Verteilung: 11 SPÖ, und 4 ÖVP.[21]
- Mit den Gemeinderatswahlen in Niederösterreich 2010 hatte der Gemeinderat folgende Verteilung: 10 SPÖ, und 5 ÖVP.[22]
- Mit den Gemeinderatswahlen in Niederösterreich 2015 hatte der Gemeinderat folgende Verteilung: 11 SPÖ, und 4 ÖVP.[23]
- Mit den Gemeinderatswahlen in Niederösterreich 2020 hatte der Gemeinderat folgende Verteilung: 10 SPÖ, und 5 ÖVP.[24]
- Mit den Gemeinderatswahlen in Niederösterreich 2025 hat der Gemeinderat folgende Verteilung: 9 SPÖ, 4 FPÖ und 2 ÖVP.[25]

### Bürgermeister
- bis 2011 Irmfried Hanreich (SPÖ)
- 2012 bis 2023 Michael Streif (SPÖ)[26]
- seit 2023 Peter Lepkowicz (SPÖ)[26]

## Persönlichkeiten
- Georg Huebmer (1755–1833, geboren in Gosau, OÖ), Holzunternehmer, genannt der „Vater von Naßwald“ und „Rax-König“
- Daniel Innthaler (1847–1923, geboren in Naßwald), Bergführer
- Konrad Kain (1883–1934, geboren in Hinternaßwald), Alpinist und Bergführer in Kanada
- Karl Lütgendorf (1914–1981), Verteidigungsminister, begraben in Schwarzau
- Fritz Mandl (1900–1977), Rüstungs-Industrieller, Besitzer der Jagdvilla Fegenberg; und Gattin Hedy Lamarr (geb. Kiesler, 1914–2000), zeitweise hier ansässig